# Municipio de Bethlehem (condado de Coshocton)
El municipio de Bethlehem (en inglés: Bethlehem Township) es un municipio ubicado en el condado de Coshocton en el estado estadounidense de Ohio. En el año 2010 tenía una población de 1123 habitantes y una densidad poblacional de 17,03 personas por km².

## Geografía
El municipio de Bethlehem se encuentra ubicado en las coordenadas 40°21′7″N 81°56′53″O / 40.35194, -81.94806. Según la Oficina del Censo de los Estados Unidos, el municipio tiene una superficie total de 65.93 km², de la cual 64,98 km² corresponden a tierra firme y (1,44 %) 0,95 km² es agua.

## Demografía
Según el censo de 2010, había 1123 personas residiendo en el municipio de Bethlehem. La densidad de población era de 17,03 hab./km². De los 1123 habitantes, el municipio de Bethlehem estaba compuesto por el 93,14 % blancos, el 5,52 % eran afroamericanos, el 0,09 % eran amerindios, el 0,09 % eran isleños del Pacífico, el 0,27 % eran de otras razas y el 0,89 % eran de una mezcla de razas. Del total de la población el 0,45 % eran hispanos o latinos de cualquier raza.